# Otus siaoensis
Otus siaoensis (лат.) — вид птиц из семейства совиных. Международный союз охраны природы рассматривает вид как находящийся на грани полного исчезновения. Подвидов не выделяют. Эндемик острова Сиау, севернее Сулавеси. Известен по типовому образцу 1886 года. Главной причиной почти полного исчезновения вида является вырубка лесов. Некоторыми авторами считается подвидом Otus manadensis или Otus magicus.

## Описание вида
Схожа с видом Otus manadensis, но немного меньше. Длина известного типового образца — 17 сантиметров. Длина крыла 125 мм, длина хвоста 55 мм, длина клюва 19,9 мм. На крыльях и хвосте выделяются тёмные полоски.

## Охранный статус
Вид Otus siaoensis известен по типовому образцу, хранящемуся в музее Натуралис, Лейден. Повторные поиски в 1998 году с целью найти вид не увенчались успехом, однако выяснилось, что осталось только 50 гектаров леса в качестве подходящей среды обитания. Классифицируется IUCN как «вид на грани исчезновения». 